# Tammi Øst
Tammi Øst (født 1. oktober 1958), er en dansk skuespillerinde.

## Biografi
Øst blev uddannet på Statens Teaterskole i 1982 og har bl.a været fastansat på Det Kongelige Teater 1990-97 og modtog i 1996 Dannebrogordenen.
Øst har spillet følgende roller i disse forestillinger :
Gretchen i "Faust",
Julie i "Romeo og Julie",
Céliméne i "Misantropen",
dronningen i "Edward II"
og Jelena i "Onkel Vanja".
I 1994 havde hun titelrollen i "Dark" på Betty Nansen Teatret.
Hun havde desuden roller i "Molly Sweeney",
"Skønhedsdronningen fra Leenane",
"Aske til aske – støv til støv"
og "Liebhaverne".
I 2001 spillede hun på Husets Teater i "Mine to søstre"
og medvirkede samme år i Cirkusrevyen.
I 2007 spillede hun rollen som Elisabeth Friis i Matador musicalen, som blev opført i operaen.
2009 KONGELIG REVY UDEN EN TREVL!!!!
Stuk 2009
Ansigtet mod væggen 2009
Bygmeste Solness på det kongelige teater.
De hjemløse sagkundskab på Det Kgl. Teater 2010
Voice på Betty Nansen Teateret 2010 (september)
Fra Tammis egen hånd er forestillingerne:
- Den fede kvindes rige liv 2002 på Husets Teater
- K.R.O.P 2006 på Bellevue teateret
- og senest var det workshop forestillingen vi venter på Det Kgl. Teater i 2009

I 2008 debuterede hun som forfatter med sin roman Ind til nu  (Tiderne Skifter, ISBN 978-87-7973-308-4).

## Filmografi

### Film
| År   | Titel                              | Rolle           | Noter |
| ---- | ---------------------------------- | --------------- | ----- |
| 1984 | Suzanne og Leonard                 |                 |       |
| 1984 | Min farmors hus                    |                 |       |
| 1985 | Når engle elsker                   |                 |       |
| 1988 | Ved vejen                          |                 |       |
| 1989 | Mig og Mama Mia – Tarzan Mama Mia  | Charlotte       |       |
| 1998 | Mimi og madammerne                 |                 |       |
| 1998 | Prinsen af Egypten                 | Miriam (stemme) |       |
| 2001 | Send mere slik                     |                 |       |
| 2001 | En kort en lang                    |                 |       |
| 2004 | Ørnen                              |                 |       |
| 2006 | Rene hjerter                       |                 |       |
| 2010 | Kvinden der drømte om en mand      |                 |       |
| 2011 | Far til fire - tilbage til naturen |                 |       |
| 2018 | Happy ending                       |                 |       |

### TV
Taxa 1997

| År         | Titel                       | Rolle          | Noter        |
| ---------- | --------------------------- | -------------- | ------------ |
| 2004       | Ørnen                       |                |              |
| 2006– 2008 | Anna Pihl                   |                |              |
| 2023       | Valdes Jul - Skovens Vogter | Ulla/Mosekonen | Julekalender |
| 2023       | Sygeplejersken              | Linda          | Miniserie    |

## Udmærkelser
- Teaterpokalen, 2018
- Reumert, Bedste Kvindelige Hovedrolle, 2013 for Kirsebærhaven
- Oluf Poulsens minde legat, 2009
- Reumert, Bedste Kvindelige Hovedrolle, 2009 for Ansigtet mod væggen og Stuk

(Det Kgl. Teater)
- Reumert, Bedste Kvindelige Hovedrolle, 1999 for Aske til Aske — Støv til Støv
- Poul Reumerts legat, 1998
- Teaterpokalen, 1998
- Spies Legat, 1994
- Henkel-Prisen, 1994
- Årets Reumert for Den blinde Maler og Aske til Aske
- Marguerite Vibys Jubilæumslegat
- Inge Dams Legat
- Bikubens "Gule Kort"
- kåret som bedste kvindelige skuespiller ved Filmfestival i Barcelona og i Bari for "Ved Vejen"

## Privat
Sammen med eksmanden og kollegaen Mikael Birkkjær har hun to børn, sønnen Rasmus og datteren Andrea Alma. Hun danner i dag par med skuespilleren Jens Jørn Spottag.